# Чудовиште са острва Канви
Чудовиште са острва Канви (енгл. Canvey Island Monster) је створење чије је трупло нађено на обали острва Канви у Енглеској у новембру 1953. Друго трупло пронађено је у августу 1954. 
Створење из 1953. било је дугачко 76 центиметара, црвенкасте коже, са шкргама и без очију. На задњим ногама је имало пет израслина. Његови остаци су кремирани пошто су зоолози изјавили како ово створење не представља никакву опасност за јавност. Године 1954. пронађен је примерак дуг 120 центиметара и тежак око 11,3 килограма, са очима, носницама и зубима..